# Regő
A Regő régi magyar személynév, feltehetően a Reg- kezdetű nevek becenevéből önállósult.

## Gyakorisága
Az 1990-es években szórványos név, a 2000-es években nem szerepel a 100 leggyakoribb férfinév között.

## Névnapok
- június 5.[2]
- augusztus 2.[2]
- December 8.